# Старо гробље (Трњане)
Старо гробље у селу Трњане, на територији града Пожаревца, представља непокретно културно добро као археолошко налазиште. Средњевековна некропола Трњане представља важно сведочанство о животу, историјским токовима, преплитању утицаја Византије и локалних традиција у средњем веку на простору Подунавља и Источне Србије.
Шири потез на коме се налази ово археолошко налазиште средњевековне некрополе, налази на источном, благо узвишеном ободном делу села смештеног уз десну обалу доњег тока реке Млаве и са прекидима је коришћен за сахрањивање од бронзаног доба до данашњих дана. Данашњи положај насеља не одражава његов некадашњи значај, јер се некада налазило на важном путном правцу, који је водио од Виминацијума ка Цариграду.
Бројни случајни налази, претежно накита, као и велика угроженост локалитета, услед уништавања гробова током пољских радова и у много већој мери, коришћењем земље за печење цигле, били су разлог да Народни музеј из Београда спроведе обимна заштитна археолошка истраживања, која су обављена у периоду од 1976. до 1978. године. Истражено је укупно триста седамдесет и девет гробних целина, од којих су пет чиниле бронзанодопске урне, док су у осталим откривени средњовековни скелетно сахрањени покојници. Нажалост, више од половине некрополе је било потпуно уништено већ пре истраживања.
На основу археолошког материјала присутног у сто тридесет и шест истражених гробова, међу којим је највише накита, али и девет примерака новца, некропола у Трњану је датована у период 11 — 12. века. Трагови истовременог насеља, чији су житељи сахрањени на овој некрополи, нису откривени.